# Brevipalpus tuberellus
Brevipalpus tuberellus är en spindeldjursart som beskrevs av De Leon 1960. Brevipalpus tuberellus ingår i släktet Brevipalpus och familjen Tenuipalpidae. Inga underarter finns listade.